# Sara Bro
 Ikke at forveksle med Sarah Bro.
Sara Freja Bro (født 27. april 1974 i København) er en dansk TV-vært og forfatter. Siden har hun været ansat på både DR og TV 2 over flere omgange og været vært på en lang række programmer på både tv og radio. Hun har også medvirket i reklamefilm.

## Karriere
I 1992 instruerede hun dokumentarfilmen ”Epilog” sammen med Mikala Krogh. Siden da har hun været ansat i både DR og TV 2. Hun startede i 1995 som radiovært i Børneradio på P3 i DR. I 1998 blev hun ansat hos TV 2 og var vært på børneprogrammet Fjernsyn med Sara og Peter. To år senere var hun med til starte TV 2 Zulu og var vært på programmet Den perfekte mand, på TV 2 Zulu. I 2001 blev hun igen ansat i DR, som radiovært i P3. Fra 2004-2006 var hun igen ansat på TV 2 Zulu og var vært på Modepatruljen og Sara og Signe. I 2006 blev hun vært på Hjerteflimmer på DR1. I 2011 sagde hun sit job på DR op og bliver ansat på Nordisk Film for at lave weekend TV-programmet Weekend Weekend til TV 2, sammen med Christiane Schaumburg-Müller (senere Ibi Støving ) og Felix Smith. Fra juni 2012 er hun dog igen ansat i DR som radiovært på P3.
I efteråret 2012 deltog hun i tv-programmet Maestro på DR1.
Sammen med David Mandel var hun vært på P3-programmet Sara og David, der blev sendt sidste gang i 2014.
Sara Bro deltog i 2020 i sæson 17 af Vild med dans., hvor hun dansede med den professionelle danser Morten Kjeldgaard. Parret endte på en 5. plads.
Hun har skrevet bogen Sara Bros dagbog om brystkræft, der udkom i 2004.
I 2020 fik startede Sara Bro podcasten "Hjerteflimmer for voksne" på DR, der havde premiere d. 21 oktober. I "Hjerteflimmer for voksne" mødes Sara Bro med parterapeut Jytte Vikkelsø og to gæster som stiller hinanden spørgsmål om kærlighed fra deres eget liv.
I december 2020 annoncerede DR, at Bro ville overtage værtsrollen i deres populære P4-radioprogram Mads og Monopolet, grundet den oprindelige vært, Mads Steffensens, opsigelse. Ved Bros overtagelse skiftede programmet ligeledes navn og hed efterfølgende Sara og Monopolet. Bros første program som vært blev sendt lørdag 9. januar 2021 på P4.
Hun er vært ved Dansk Melodi Grand Prix 2024 sammen med Stéphanie Surrugue.

## Privatliv
Hun er datter af Arne Bro og Susanne Bro.
I midten af 1990'erne var Bro kæreste med Kasper Eistrup, som hun også var gift med i en kort periode.
Hun har tidligere været gift med TV 2 Zulu-redaktør Asger Schønheyder, med hvem hun har to børn, Fritz og Miriam.
Siden 2016 har hun dannet par med Lasse Lund, som er tv- og medietilrettelægger. I 2019 friede Sara til Lasse på en hængebro i Costa Rica.